# Verkehrsluftschiff

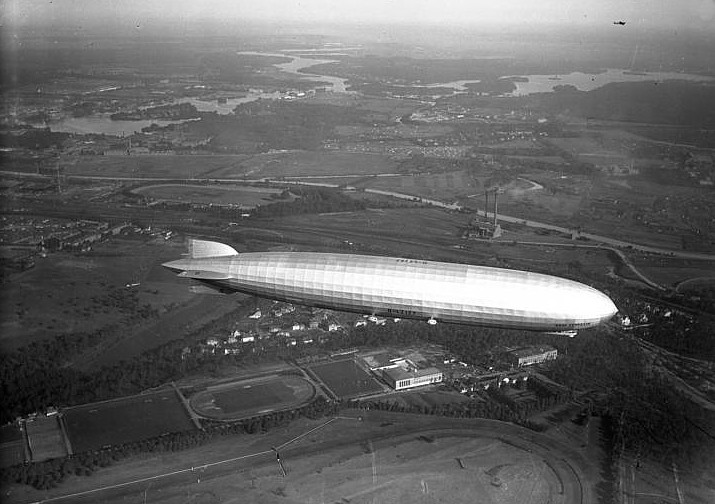
LZ 127 „Graf Zeppelin“ über Berlin (1928)

Verkehrsluftschiffe sind Luftschiffe, die zum zivilen Transport von Personen und Gütern eingesetzt werden.

## Die Pionierzeit
Luftschiffe waren den Flugzeugen anfangs technisch überlegen. Sie konnten mehr Nutzlast über längere Strecken bei fast gleicher Geschwindigkeit wie Flugzeuge befördern.
Die erste Fluggesellschaft überhaupt, die 1909 gegründete DELAG betrieb vor und nach dem Ersten Weltkrieg Zeppelin-Luftschiffe im Verkehrsdienst. 1911 wurde die Tätigkeit des Stewards auf LZ 10 „Schwaben“ erstmals eingeführt. Es entstand ein Verkehrsnetz innerhalb Deutschlands, dessen Ausdehnung auf Europa jedoch durch den Ersten Weltkrieg verhindert wurde.
Auch einige Parseval-Prallluftschiffe kamen als Passagierluftschiffe, vor allem für Rundfahrten zum Einsatz (PL 3, 5, 6 und 12). Bei PL 6, erste Fahrt 1910, konnte bereits Werbung auf die Unterseite des Auftriebskörpers projiziert werden.
Der Erste Weltkrieg führte zum Erliegen der zivilen Luftfahrt. Alle zivilen Luftschiffe mussten an das Militär abgegeben werden. Der Erste Weltkrieg brachte aber auch große technische Fortschritte. Vor allem der Bau von Starrluftschiffen, aber auch die Flugzeuge entwickelten sich mit großen Schritten weiter.

## Die Blütezeit in den 1930ern

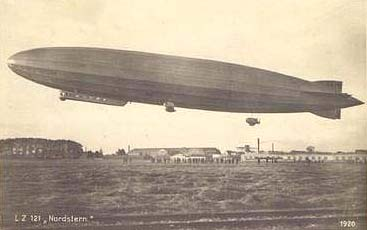
LZ 121 „Nordstern“

Ihre Blütezeit erlebten die Verkehrsluftschiffe in den 1920er und 1930er Jahren des zwanzigsten Jahrhunderts. Zu dieser Zeit waren Luftschiffe Flugzeugen technologisch immer noch mindestens ebenbürtig, in vielen Bereichen, beispielsweise der Reichweite und der Nutzlast, sogar weit überlegen. Gegenüber Schiffen war ihr Hauptvorteil die deutlich kürzere Reisezeit; außerdem fuhren Starrluftschiffe verglichen mit Seeschiffen ruhiger und erschütterungsfreier. Obwohl die Verhältnisse an Bord eines Luftschiffes aus Gründen der Raum- und Gewichtsersparnis meist spartanisch waren, schaffte es das Marketing der Betreiber, zu suggerieren, es herrsche ein Luxus-Liniendampfern vergleichbarer Komfort.
Mit den Luftschiffen LZ 120 „Bodensee“ und LZ 121 „Nordstern“ wollte die DELAG nach dem Ersten Weltkrieg die Städte in Europa miteinander verbinden. LZ 120 fuhr bereits im Liniendienst zwischen Friedrichshafen und Berlin. Beide Schiffe mussten jedoch an die Sieger des Ersten Weltkrieges als Reparation abgegeben werden: LZ 120 an Italien, wo er den Namen „Esperia“ erhielt, und LZ 121 als „Méditerranée“ an Frankreich.
Auch Schütte-Lanz plante mehrere große Starrluftschiffe für den Verkehrsdienst. Die Pläne konnten jedoch nicht umgesetzt werden. Die Firma beendete daher den Luftschiffbau.
Da Deutschland keine militärischen Luftschiffe bauen durfte und die Größe der Luftschiffe durch die Alliierten eingeschränkt wurde, war auch das 1923 für die US-Marine gebaute sogenannte „Reparationsluftschiff“ LZ 126 (ZR 3 USS Los Angeles) rein für die zivile Verwendung gestaltet und besaß daher auch Kabinen für 20 bis 30 Passagiere.
Großbritannien plante Ende der 1920er eine Reihe von Großluftschiffen, um eine Flugverbindung zwischen dem Königreich und den Kolonien des Empires (z. B. Kanada, Indien, Australien) herzustellen. Zu diesem Zweck wurden unter anderem zwei riesige Luftschiffe in Auftrag gegeben. Die R100 und die R101 waren nach identischen Spezifikationen, jedoch einmal von Vickers und einmal von der Regierung gefertigt. Die erste große Reise der R101 endete jedoch schon nach wenigen Kilometern in einer Katastrophe. Die einzige große Reise der R100 blieb eine Atlantiküberquerung nach Kanada und zurück.
Die deutschen Zeppeline LZ 127 „Graf Zeppelin“ (ab 1931) und LZ 129 „Hindenburg“ (ab 1936) fuhren fahrplanmäßig im Liniendienst über den Atlantik (LZ 127 nach Südamerika, Hindenburg sowohl nach Süd- als auch nach Nordamerika). Dabei beförderten sie Passagiere, Post und Fracht. Die Verluste aus der an sich defizitären Passagierbeförderung konnten dabei teilweise durch die Luftposterlöse beglichen werden, und der Betrieb lief insgesamt mehr oder weniger erfolgreich. LZ 127 umrundete 1929 auf der Weltfahrt mit zahlenden Gästen an Bord sogar einmal die Erde. Die Luftschiffe stellten Spitzentechnologie dar und waren gewissermaßen die Concorde der 1930er.
Der Erfolg und die Begeisterung für die riesigen Verkehrsluftschiffe war so groß, dass sogar die Spitze des Empire State Buildings in New York ursprünglich als Ankermast für Passagierluftschiffe dienen sollte.
Der heraufziehende Zweite Weltkrieg beendete die Ära der Großluftschiffe und vorerst auch die der zivilen Luftschifffahrt. Nach dem Unglück des Hindenburg, der konstruktiv eigentlich auch schon für Helium ausgelegt war, versuchte die Zeppelingesellschaft nun erneut für das bereits im Bau befindliche Schwesterschiff LZ 130 „Graf Zeppelin“ Helium von den USA zu kaufen. Dies scheiterte jedoch an den politischen Rahmenbedingungen. LZ 130 wurde auch mit Wasserstoff gefüllt und erhielt daher vom Reichsluftfahrtministerium keine Zulassung für den Passagiertransport. Er führte daraufhin nur einige Versuchs- und Propagandafahrten durch. Kurz vor Beginn des Zweiten Weltkrieges wurden die letzten beiden verbliebenen Großluftschiffe LZ 127 und LZ 130, die ersten Teile eines weiteren bereits im Bau befindlichen Schwesterschiffs LZ 131 und die Luftschiffhallen in Frankfurt/Main auf Befehl der Reichsführung verschrottet.
Während des Zweiten Weltkrieges kamen ausschließlich kleinere Militärluftschiffe zum Einsatz.

## Aktuelle Luftschifffahrt

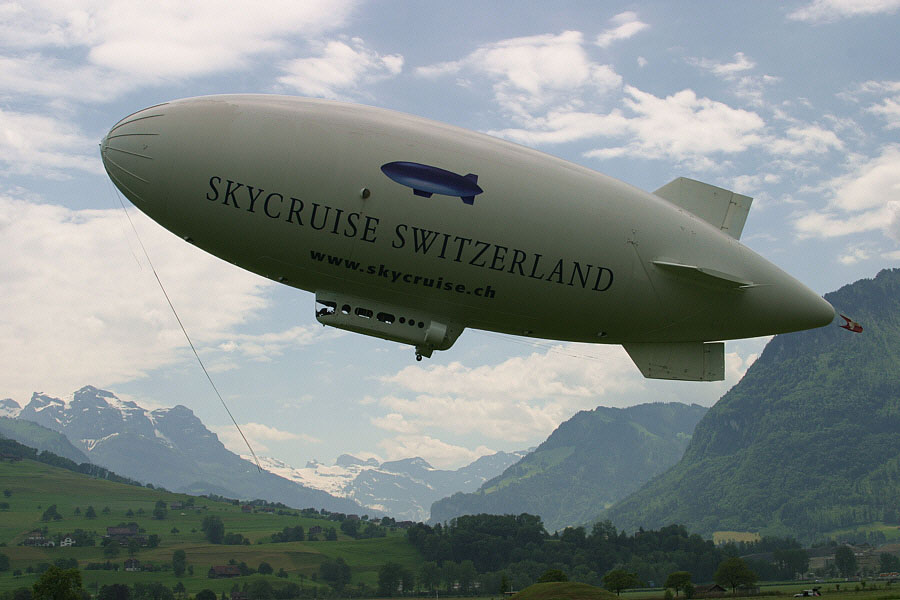
Ein Skyship 600 startet zur Rundfahrt

Auch nach dem Zweiten Weltkrieg wurden keine großen Starrluftschiffe mehr gebaut. Zivile Luftschiffe fanden vor allem als fliegende Werbeträger Verwendung. (Trumpf-Luftschiff) Sie können mit riesigen Leuchtwerbetafeln oder Leinwänden bestückt werden und sind so auch nachts ein Blickfang in der Luft. Reine Werbeluftschiffe sind jedoch keine Verkehrsluftschiffe im eigentlichen Sinne, da sie weder Passagiere noch Fracht transportieren. Sie stellen jedoch heute den Großteil der zivilen Luftschifffahrt. Werbeluftschiffe dienen auch als Kameraplattform und Relaisstation bei Großveranstaltungen (beispielsweise Autorennen). In dieser Funktion sind vor allem die Goodyear-Werbe-Blimps bekannt geworden. Auch Skyships (SkyShip 500 und SkyShip 600) aus England und die WDL-Werbeluftschiffe aus Deutschland sind hin und wieder am Himmel zu sehen.
Der Piasecki Heli-Stat war in den 1980ern der Versuch, Luftschiff und Hubschrauber zu einem Transportmittel zu kombinieren. Er scheiterte jedoch, als der Prototyp abstürzte.
Zu Beginn des 21. Jahrhunderts gibt es weltweit etwa 30 Luftschiffe. An den Maßstäben der 1920er und 1930er Jahre gemessen waren sie eher klein. Sie werden hauptsächlich zu Werbezwecken und zu Rundfahrten mit Gästen des jeweiligen Werbepartners oder zahlenden Passagieren eingesetzt.
Der Passagierverkehr wurde nur in Form von Rundfahrten wieder eingeführt. Flugzeuge haben den Luftschiffen im reinen Transportdienst den Rang abgelaufen. Einzig das Erlebnis der Luftschifffahrt, das ruhige Dahin-Gleiten in relativ geringer Höhe, das sonst nur mit Ballonen möglich ist, eröffnet dem Luftschiff eine Nische im Tourismus. Diese wird unter anderem seit 2001 vom zurzeit größten fliegenden Luftschiff, dem Zeppelin NT, genutzt. Mit dem Zeppelin NT wurde auch die Tradition der Luftschiffpost fortgesetzt. Diese Post wird vor allem von Philatelisten geschätzt.
Der bisher einzige praktische Versuch, wieder ein Großluftschiff zu bauen, scheiterte 2002. Die Cargolifter AG wollte mit dem CL160 ein Transportluftschiff für große sperrige und bis zu 160 t schwere Lasten fertigen. Die Firma musste jedoch Insolvenz anmelden.

### Forschung
Hin und wieder werden Luftschiffe auch für Forschungsaufgaben eingesetzt. So wurden von der USS Los Angeles aus diverse Forschungsarbeiten durchgeführt (u. a. Sonnenbeobachtung, Funktests). LZ 127 Graf Zeppelin unternahm eine Forschungsfahrt an die Grenze der Arktis, der Zeppelin NT half bei der Entwicklung des Europäischen Satellitennavigationssystems Galileo. Er simulierte einen Satelliten, um den Signalempfang unter verschiedenen Winkeln und in verschiedenen Umgebungen zu untersuchen. 2005 wurde er nach Südafrika entsandt, um dort für einen Bergbaukonzern geologische Formationen zu suchen, die Diamanten enthalten könnten.
Kleinere Heißluft-Luftschiffe werden unter anderem zur Erforschung der Baumkronen im tropischen Regenwald, oder für archäologische Untersuchungen verwendet.